# 加布里埃拉·帕鲁齐
加布里埃拉·帕鲁齐（義大利語：Gabriella Paruzzi，1969年6月21日—），意大利女子越野滑雪运动员。她曾代表意大利参加1992年、1994年、1998年、2002年和2006年冬季奥林匹克运动会越野滑雪比赛，共获得一枚金牌和四枚铜牌。